# 拉普拉涅

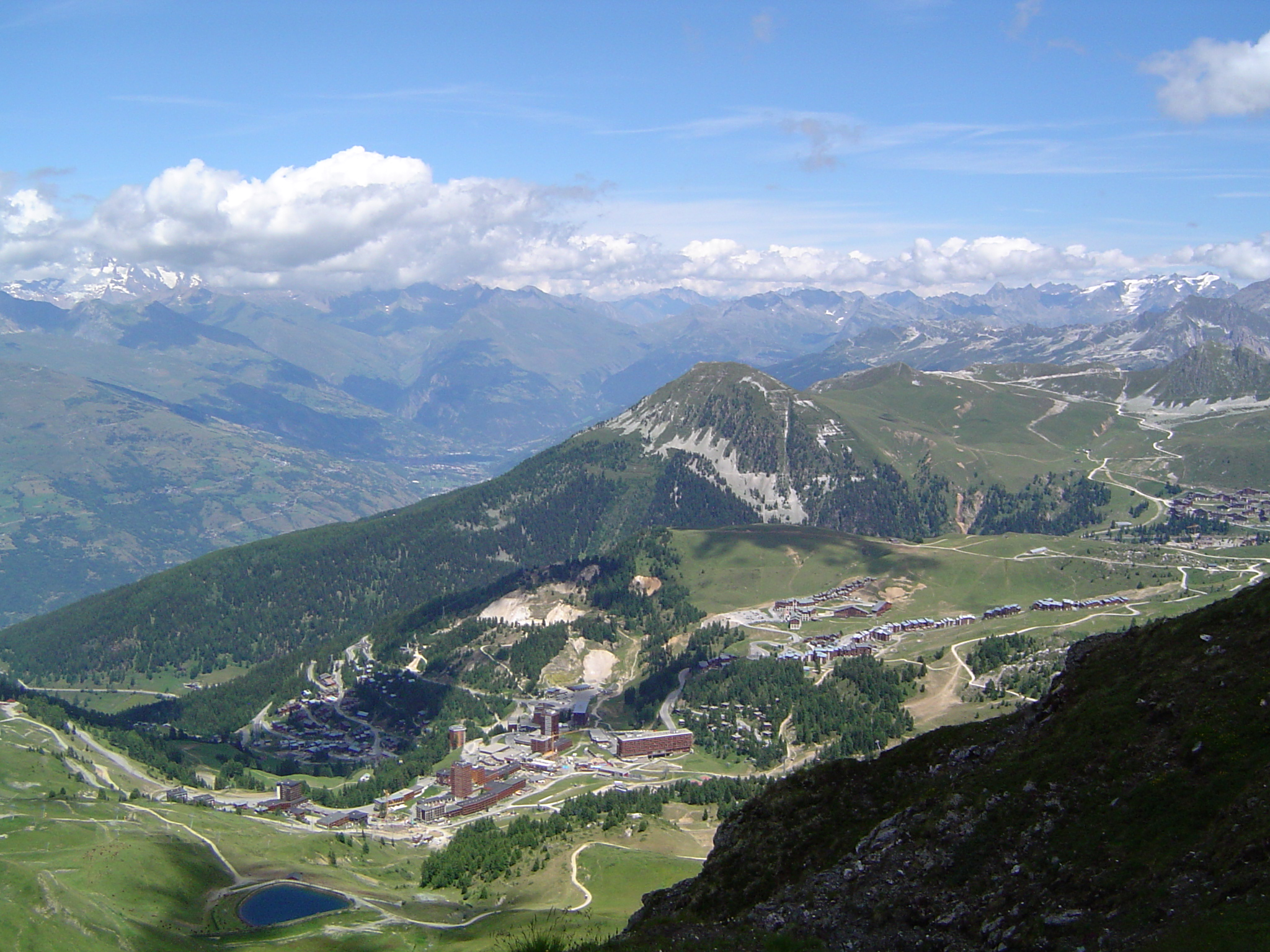
拉普拉涅夏季景色

拉普拉涅（法語：La Plagne，法語發音：[la plaɲ]）是位于法国萨瓦省塔朗泰斯谷的一个滑雪场。自2003年以来，拉普拉涅和邻近的莱萨尔克组成了帕拉迪斯基滑雪区。拉普拉涅目前由阿爾卑斯集團拥有。
2014年，拉普拉涅被评为世界最受欢迎的滑雪场，平均每季有超过250万名游客造访。